# Kostel svatého Václava (Velká Polom)
Kostel svatého Václava ve Velké Polomi je kostel postavený koncem 13. století. Kostel i ohradní zeď jsou od roku 1964 památkově chráněny. Stavba sestává z gotického kněžiště, renesanční lodí a barokní věže. V kostele se konají pravidelné bohoslužby. 

## Historie
Obec Velká Polom se nachází v okrese Ostrava-město v Moravskoslezském kraji, do 1. ledna 2007 byla součástí okresu Opava. První písemná zmínka o obci pochází z r. 1288, kdy na Opavsku vládla opavská větev Přemyslovců. 
Přemyslovci v té době dostavěli pět kostelů se zasvěcením českému knížeti, mučedníkovi a patronu české a moravské země sv. Václavu. Jedná se o kostely v Olomouci r.1131, Ostravě r.1267, Velké Polomi i Chřenovicích r.1288 a v Opavě r.1291. Kostel v Opavě vyhořel roku 1556. Kostel ve Velké Polomi byl založen na tehdy neosídleném území mezi Opavou a Ostravou.[rozpor] Ihned se stal farním kostelem novým vesnicím. Obec i kostel samotný v období 1288–1918 drželo celkem 10 feudálních rodů. Nejdéle Wilczkové, 216 let od r. 1702–1918. Od roku 1508 až dodnes se vystřídalo celkem 26 farářů a 48 kaplanů. Jedná se o dílo s vysokou historickou a uměleckou hodnotou.

## Vývoj
Kostel byl stavěn v etapách, podle výstavby okolních vesnic. Vznikl koncem 13. stol. jako raně gotická kaple, na kostel dostavěn r. 1589. Původní presbytář neboli kněžiště kostela byl postaven v gotickém slohu s křížovou klenbou. Přesná datace není známa, samotná obec Velká Polom vznikla okolo roku 1288 a okolní obce na přelomu 14. a 15. stol., což napovídá, že by kostel mohl být postaven v tomto období. Presbytář byl z kamene, 11,5 sáhů dlouhý a 3–5 sáhů široký.  V roce 1447 Donáti věnovali kostelu zvon o váze 500 kg. Až v roce 1589 byla přistavena loď kostela během panování Hukovských a Pražmů. Pražmové v roce 1628 původní zvon nechali přetavit a udělat z něj dva o váze 280 a 180 kg. V roce 1741 rod Wilczků přistavil současnou barokní hranovolou věž kostela, v roce 1782 byla vybudována farní budova. V roce 1842 byla doplněna malá kostelní věž se sanktusovým zvonečkem, v roce 1857 byla vybudována nová hřbitovní zeď a v roce 1859 přistavěna sakristie a v patře nad sakristií oratoř. Tyto tam jsou dodnes. Rekonstrukce farního objektu byla dokončena v roce 2011.

## Architektura

### Exteriér
Kostel ve Velké Polomi stojí přímo na návsi a tvoří duchovní srdce celé obce. Okolí je dobře dostupné i pro osoby s omezenou pohyblivostí – k dispozici je bezbariérové parkování. Stavba má podobu jednolodního kostela s polygonálním presbytářem, ke kterému na severní straně přiléhá obdélná sakristie. Dominantním prvkem je barokní hranolová věž tvořící západní průčelí, u kterého se na jižní straně nachází válcové schodiště vedoucí na kruchtu a do věže.
Věž má typickou barokní cibulovou báň s lucernou a křížem, její stěny jsou členěny jednoduchými lisénovými rámci a okna v ní jsou zakončeny půlkruhy s šambránami. Je pobita plechem, stejně jako sanktusník. Přímo nad hlavním vstupním portálem do kostela je alianční znak, s datací 1761.
Největší část kostela tvoří jednolodní renesanční podélná loď, která je kvůli terénu položena níže než věž. Její fasáda je poměrně prostá, podepřená opěrným systémem, tvořeným vyššími opěráky zakončenými stříškou. Opěráky jsou i na rozích presbytáře. Okna s vitrážemi v lodi a presbytáři jsou zakončena téměř půlkruhovým obloukem. Na jižním průčelí lodi je obdélná deska s erbem s postavou zvířete. Bývalé západní průčelí s římsou je zakryto barokní věží.

### Interiér
Předsíň je klenuta klenbou valenou. Loď byla původně plochostropá, nyní je zaklenuta valenou klenbou se třemi pasy na přízedních pilířích. Kruchta v západní části lodě je podklenutá pruskou klenbou na pasech. Poprsnice kruchty je jednoduchá, dřevěná. Triumfální oblouk oddělující loď od presbytáře je lomený bez dekorace.
Presbytář je klenut složitější žebrovou hvězdicovou klenbou. Dva svorníky jsou jednoduché bez dekorace. Žebra klenby dosedají na jednoduché konzoly. Střední okno v závěru presbytáře je zazděno, ale jeho tvar je zachován v interiéru v  původní velikosti. Sakristie i oratoř nad ní jsou zaklenuty plackovou klenbou.

## Hřbitov
Hřbitov je stejného stáří jako kostel. U venkovských kostelů z 13. a 14. stol. byli lidé pohřbíváni na posvátnem místě u kostela. U kostela bylo ze začátku pohřbíváno z 23 vesnic, během epidemií se pohřbívalo i za kostelní zdí, jedním z předpokládaných míst byla farní zahrada. Postupně se stavěly další kostely, tak hřbitov sloužil pro blízké okolí. Na hřbitově se také nachází lípa malolistá vysoká 20 m, obvod kmene 5,9m, stáří zhruba 340 let. Patří mezi památné a chráněné stromy.

### Ohradní zeď
Ohradní zeď byla přebudována roku 1857. Je vystavena z lomového kamene vysoká 1,7 – 3 m. Vstupní brána na západě je založena mezi dvěma zděnými omítanými hranolovými pilíři s pilastry zakončenými profilovanou římsou. Stříška na bráně je jehlanová z plechu, završená křížkem. Ohradní zeď vede i kolem fary.

## Zajímavosti

### Okolní zástavba
Vedle kostela se nachází nově vybudovaná náves, která vznikla v roce 2017 jako výsledek snahy obce vytvořit centrální veřejný prostor. Skládá se z kostela, obecního úřadu, víceúčelového sálu, kavárny, pošty a knihovny. Oválná náves je vydlážděna žlutou žulou a má dvě výškové úrovně. Vyšší je podél silnice, od níž je oddělena kamennou zídkou a nachází se na ni obnovená původní studna. Kamenná zídka je ve stejném provedení jako kostelní zeď.

Pod kostelem se nachází zřícenina tvrze a bývalá sýpka, které jsou v současné době majetkem soukromého investora.

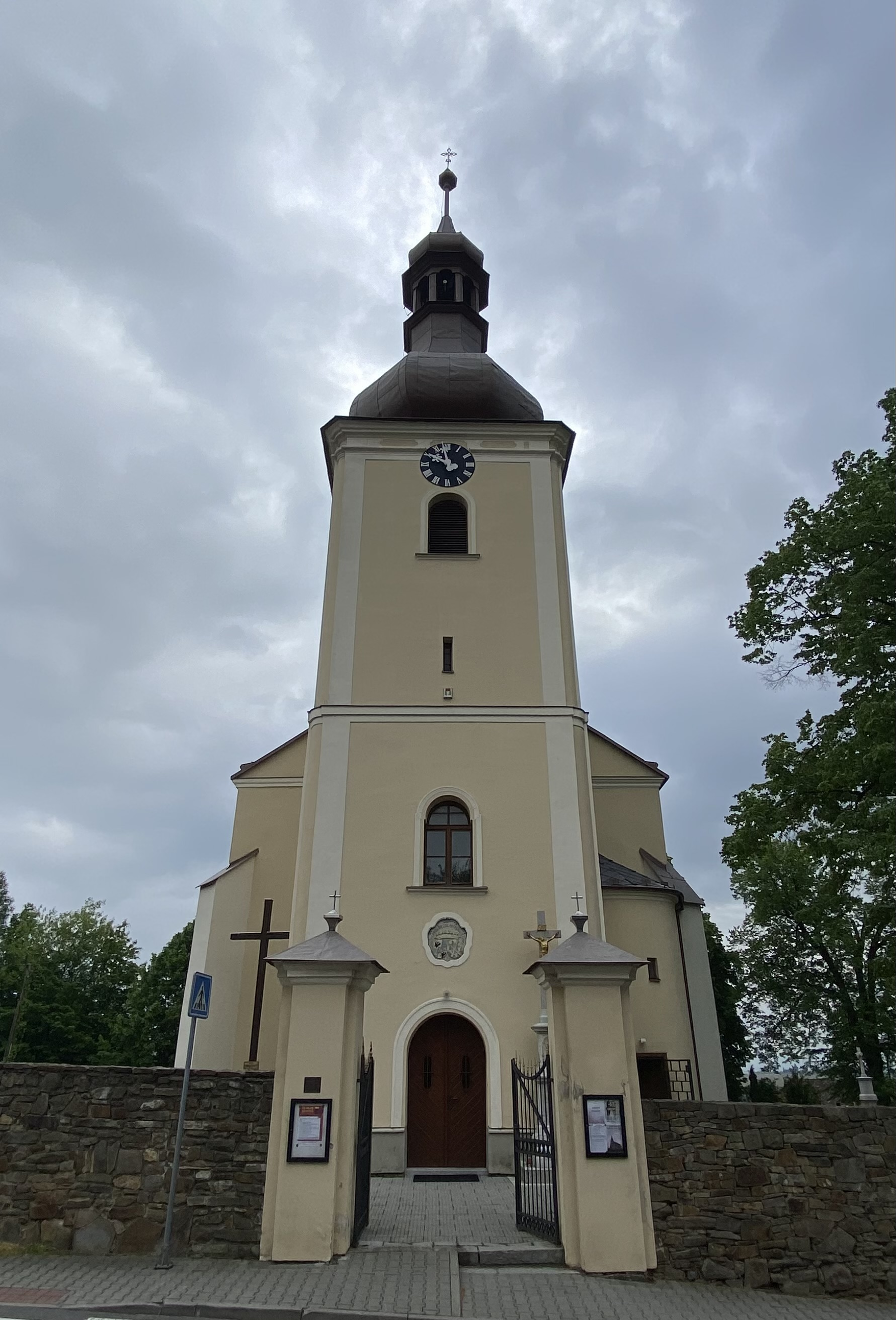
Průčelní pohled na kostel
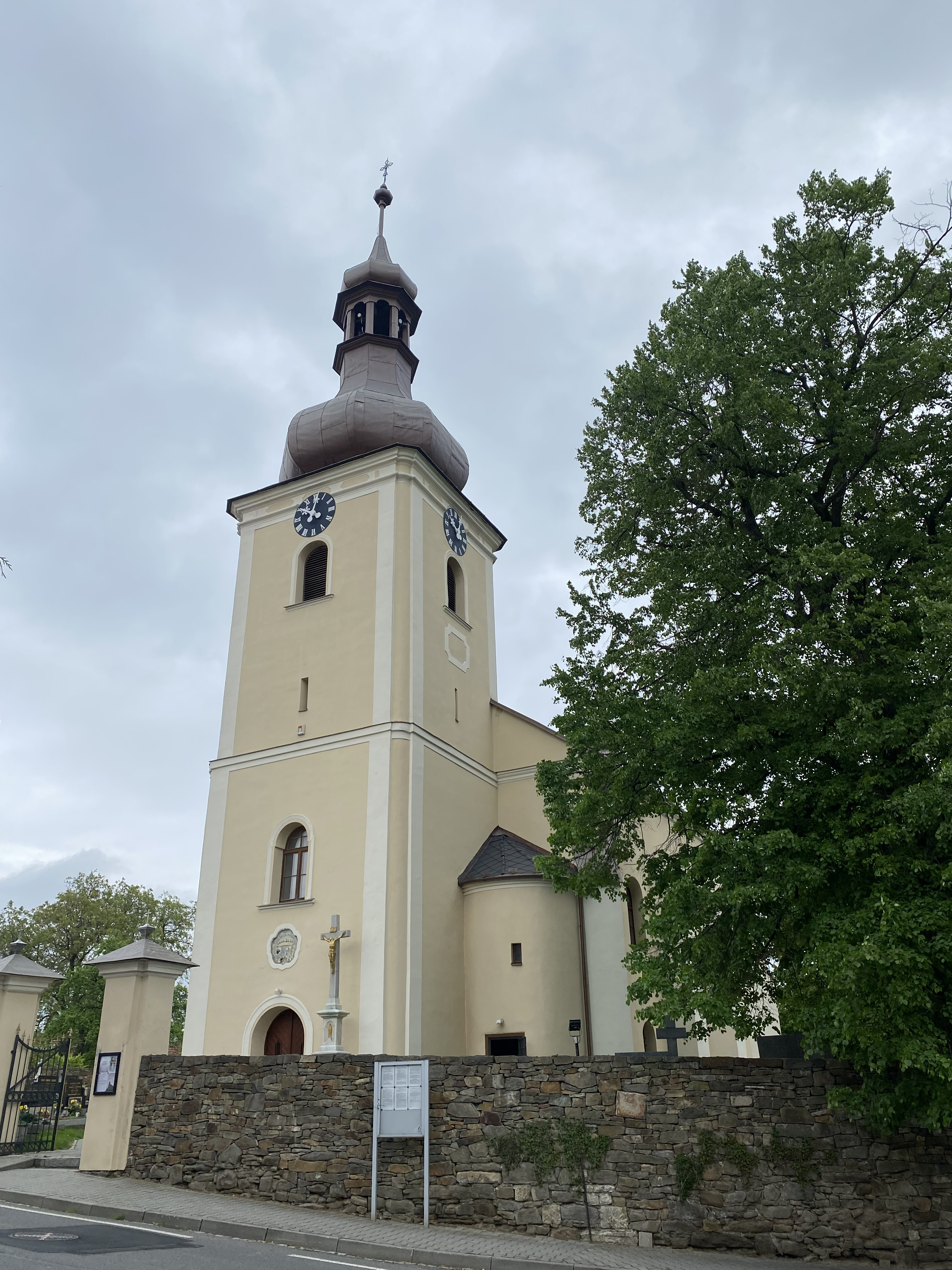
Celkový pohled
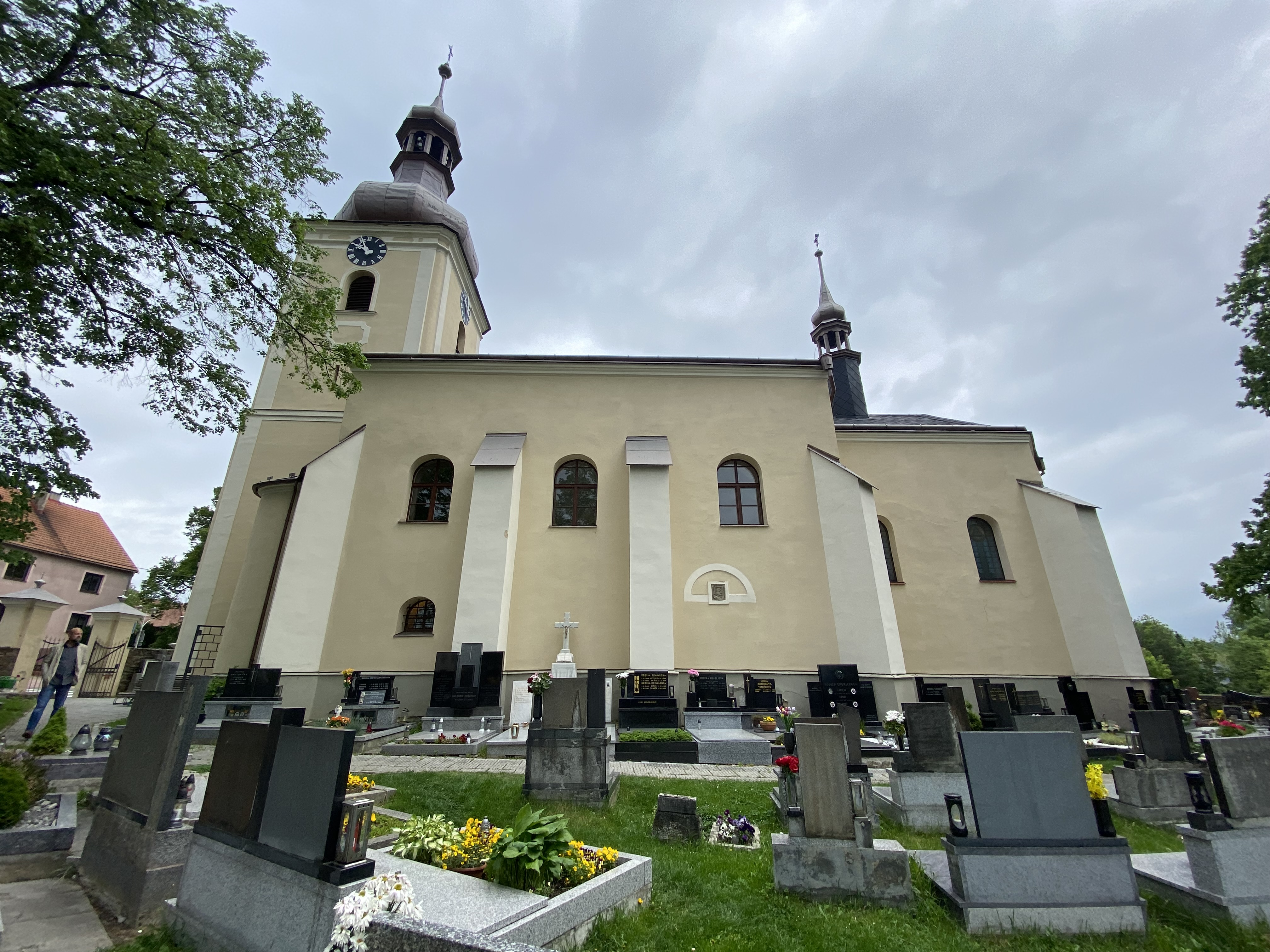
Pohled na kostel ze hřbitova
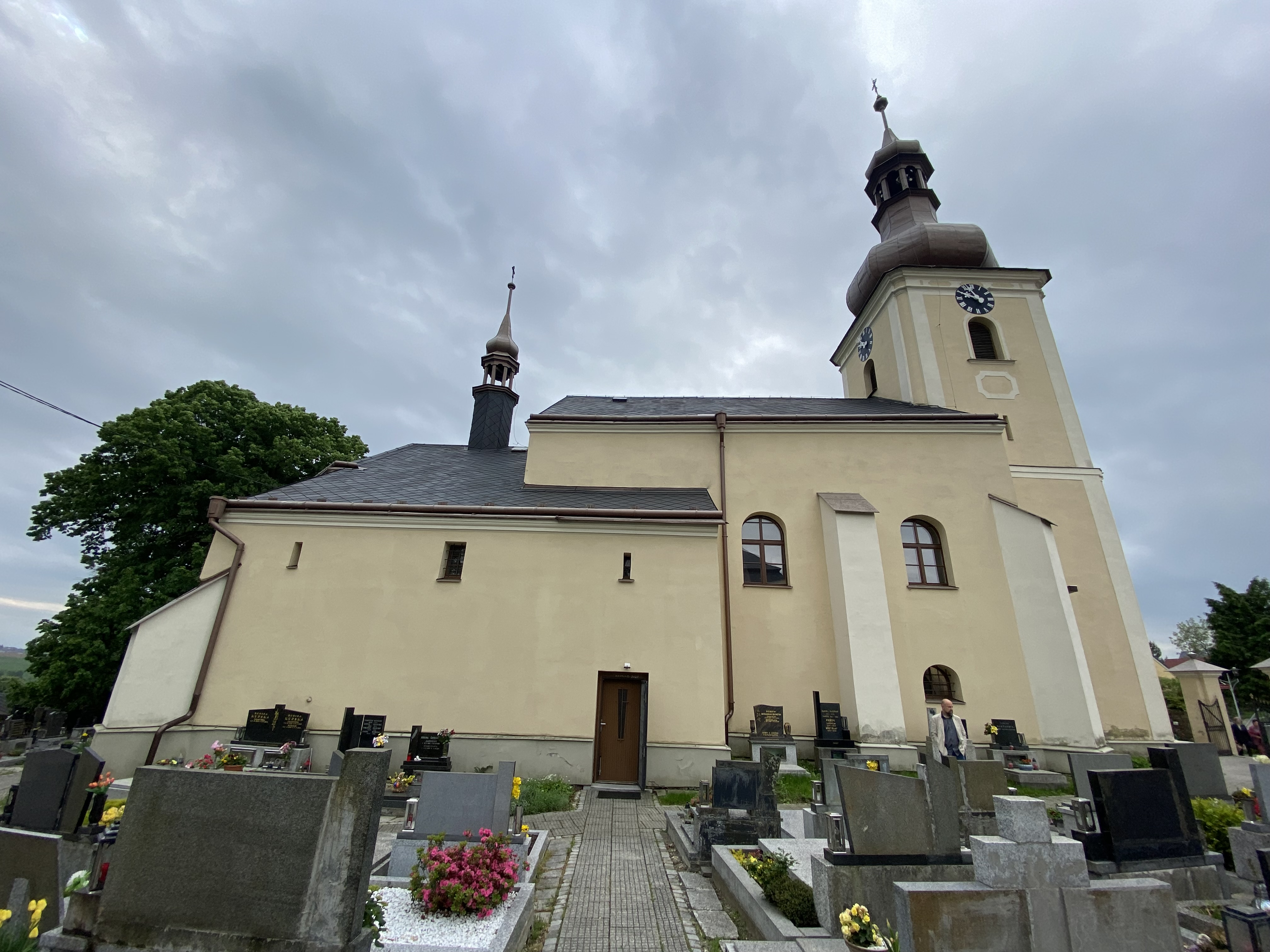
Pohled na kostel ze hřbitova
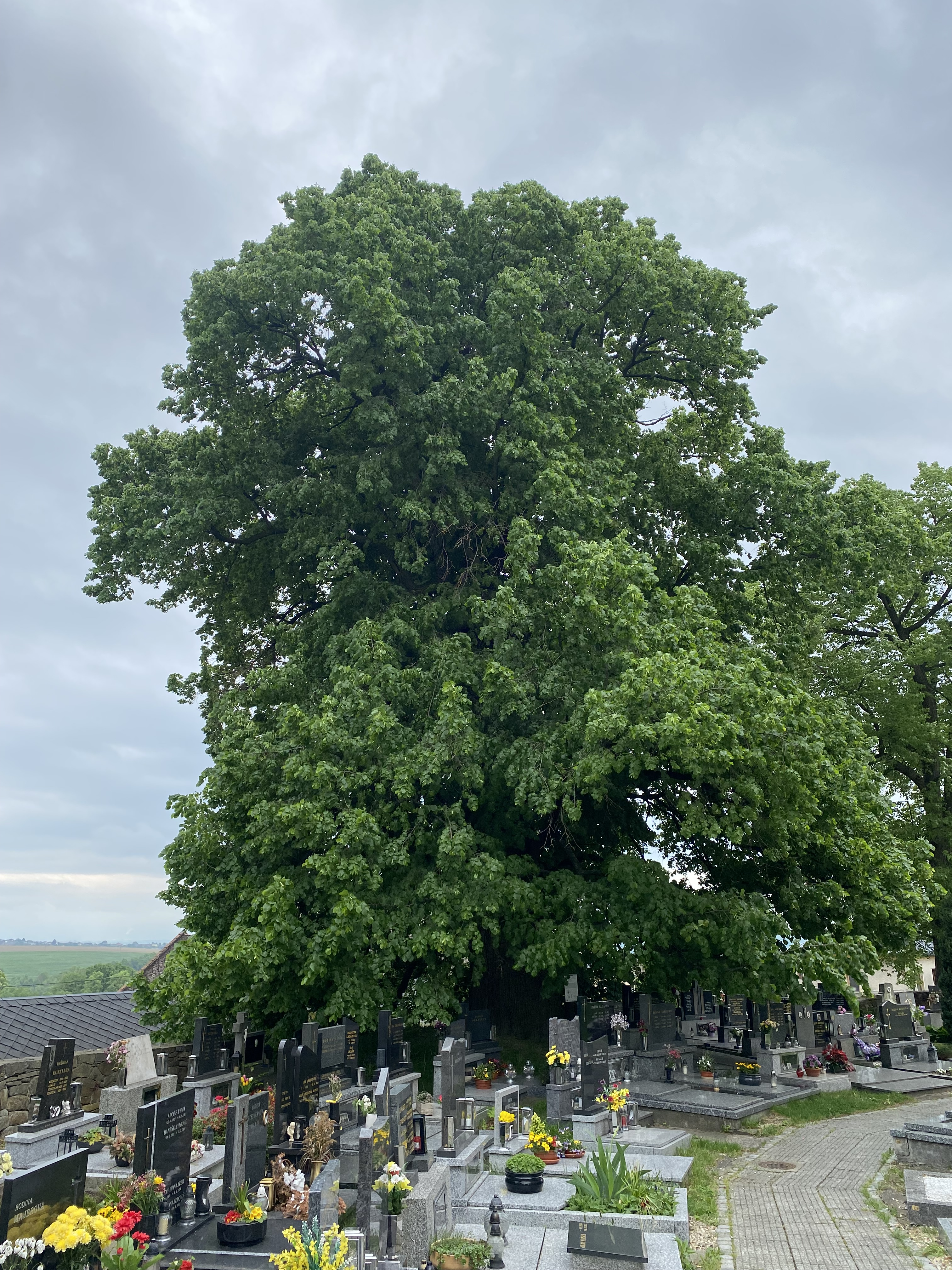
Památná lípa malolistá
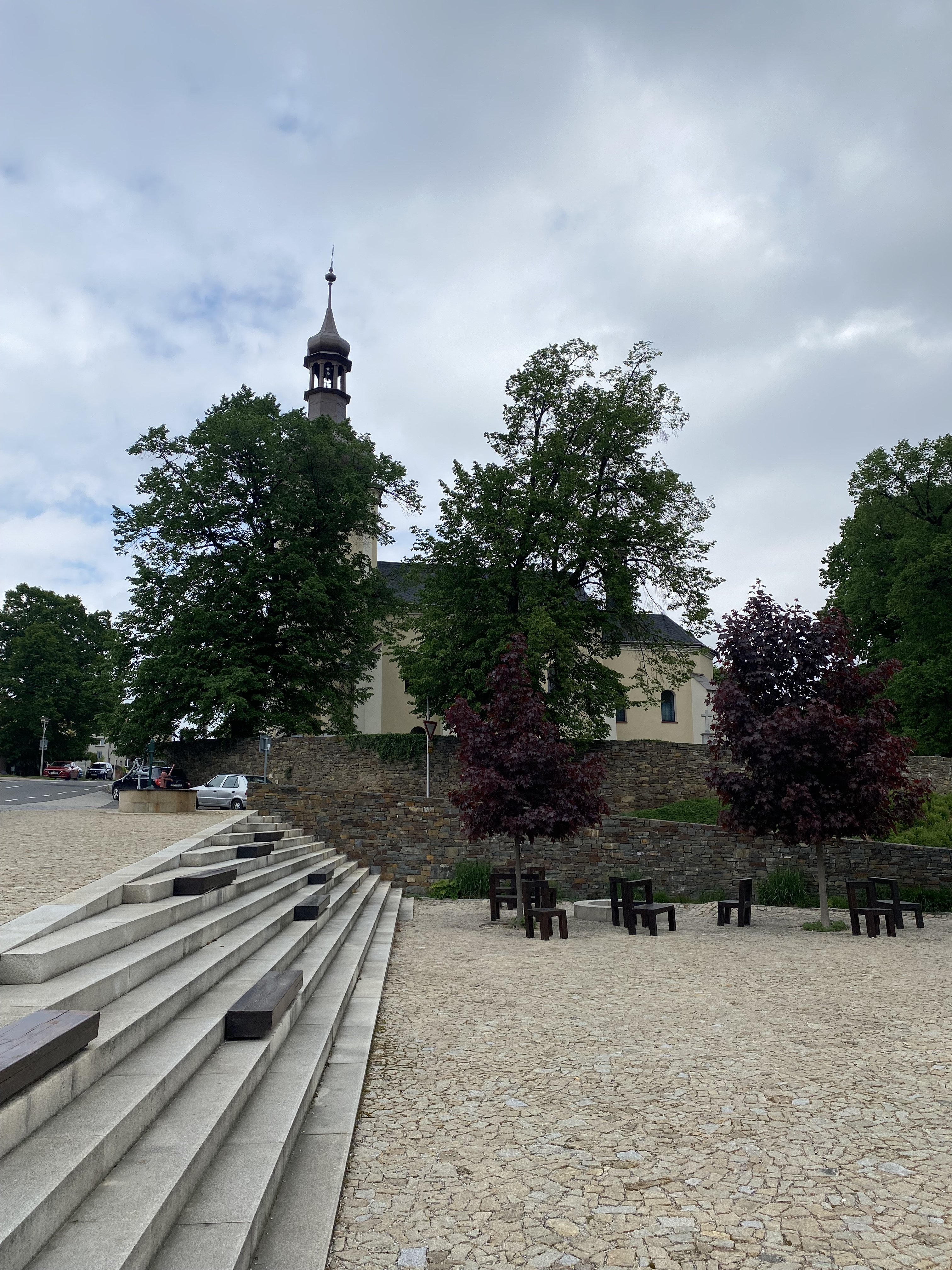
Pohled na kostel z návsi